# ジェイ・シンプソン
ジェイ＝アリステア・フレデリック・シンプソン（Jay-Alistaire Frederick Simpson, 1988年12月1日 - ）は,
イングランド・インフィールド出身のサッカー選手。ポジションはフォワード。

## 来歴
2007年2月19日、FAユースカップの準々決勝カーディフ・シティFC戦でハットトリックを達成し、エミレーツ・スタジアムでハットトリックを達成した最初の選手になった。
2013年9月29日、タイ・プレミアリーグのブリーラム・ユナイテッドFCに2年契約で移籍した。給料はプレミアリーグ歴代最高の週給200万バーツと報道された。2014年2月1日、2014コー・ロイヤルカップの後半に途中出場し、ムアントン・ユナイテッドFC相手に移籍後初得点となる決勝ゴールを決めた。
2014年7月31日、フットボールリーグ1のレイトン・オリエントFCに3年契約で加入した。同クラブでは96試合出場33得点を記録し、2017年1月9日にMLSのフィラデルフィア・ユニオンに移籍することが発表された。2019年2月12日、レイトン・オリエントFCに復帰した。
2019年6月30日、ネア・サラミス・ファマグスタFCに1年契約で移籍した。

## 国際大会個人成績
（2014年4月23日時点）
| 年度 | クラブ     | 大会 | 出場 | 得点 |
| ---- | ---------- | ---- | ---- | ---- |
| 2014 | ブリーラム | ACL  | 6    | 0    |
| 通算 | 通算       | 通算 | 6    | 0    |

## 所属クラブ
- アーセナルFC 2007-2010

→  ミルウォールFC 2007-2008 (loan)
→  ウェスト・ブロムウィッチ・アルビオンFC  2009 (loan)
→  クイーンズ・パーク・レンジャーズFC 2009-2010 (loan)
- ハル・シティAFC 2010-2013

→  ミルウォールFC 2011-2012 (loan)
- ブリーラム・ユナイテッドFC 2012-2014
- レイトン・オリエントFC 2014-2017
- フィラデルフィア・ユニオン 2017-2018
- レイトン・オリエントFC 2019
- ネア・サラミス・ファマグスタFC 2019-2020

## タイトル
ブリーラム・ユナイテッドFC
- コー・ロイヤルカップ 優勝 (1) : 2014